# Килевейн, Георгий Яковлевич
Георгий Яковлевич Килевейн (1895 — 1937) — советский военный деятель, комдив (1935).

## Биография
Родился в русской дворянской семье врача, окончил сельскохозяйственное училище. На военной службе с января 1915 в качестве вольноопределяющегося, в мае 1916 окончил 3-ю Московскую школу прапорщиков. Участвовал в Первой мировой войне, служил начальником пулемётной команды 42-го Сибирского и 38-го Тобольского пехотных полков.
В Красной армии добровольно с апреля 1918, участвовал в Гражданской войне, воевал на Западном, Восточном и Южном фронтах. Состоял начальником пулеметной команды с апреля по октябрь 1918, командиром батальона с октября 1918 по сентябрь 1919 в 91-м стрелковом полку. С сентября 1919 командир того же полка, затем командовал 2-й отдельной Уфимской бригадой. В 1920 командир 37-й и 185-й отдельных бригад ВОХР. Член РКП(б) с 1919.
После Гражданской войны находился на ответственных должностях в войсках ГПУ и РККА. В 1921-1922 командир 20-й бригады и 2-го сводного полка ВНУС, командир 19-й и 14-й бригад войск ГПУ, 5-го отдельного железнодорожного полка. С декабря 1922 по сентябрь 1923 слушатель Харьковских высших повторных курсов. В 1923-1928 командир 68-го Ахтырского и 69-го Харьковского стрелковых полков. В 1928-1929 помощник командира 28-й Горской стрелковой дивизии. В 1928 окончил КУВНАС при Военной академии имени М. В. Фрунзе. С октября 1929 помощник командира 74-й Таманской стрелковой дивизии, с ноября 1931 командир и военком той же дивизии.
Арестован 17 мая 1937 НКВД, Военной коллегией Верховного суда СССР 5 августа 1937 по обвинению в участии в военном заговоре приговорён к расстрелу, и в тот же день приговор приведён в исполнение. Определением Военной коллегии от 21 сентября 1957 посмертно реабилитирован.